# Lev III.
O byzantském císaři vládnoucím v letech 717-741 pojednává článek Leon III. Syrský.

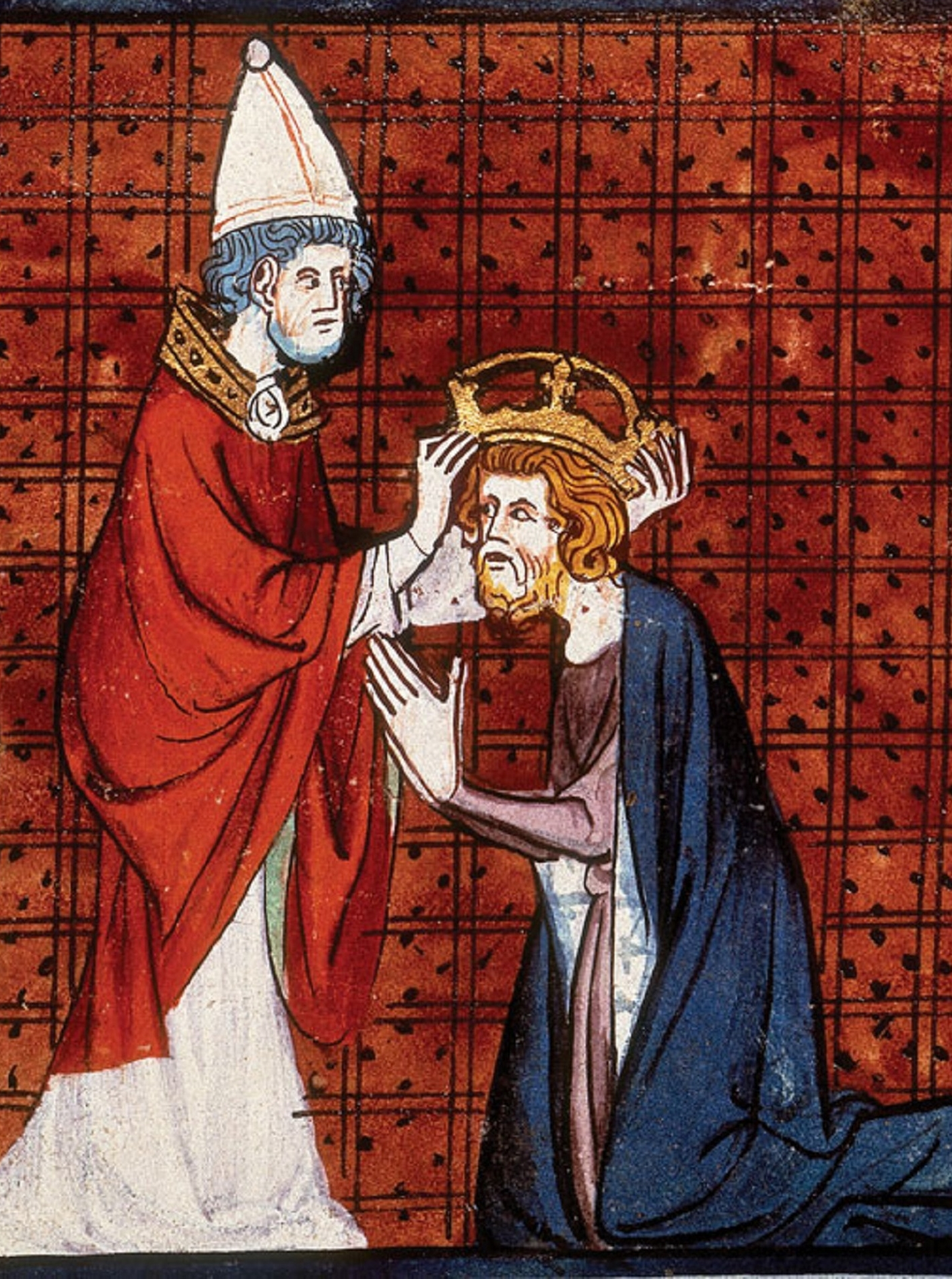
Lev III. korunuje Karla Velikého (francouzský rukopis, 14. stol.)

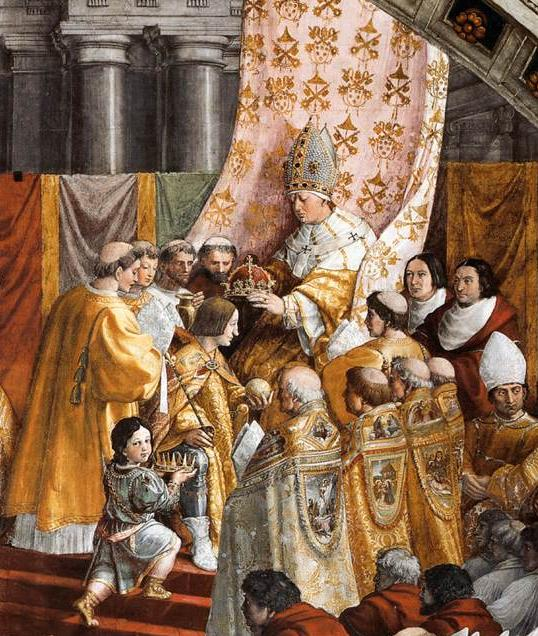
Rafael Santi: Lev III. korunuje Karla Velikého (detail fresky ve Vatikánu, 1516)

Svatý Lev III. (okolo 750 Řím – 12. června 816 tamtéž) byl papežem od 26. prosince 795 až do své smrti v roce 816.
Roku 800 korunoval během vánočních bohoslužeb v chrámu sv. Petra v Římě Karla Velikého císařem říše římské. Tak mohla Karlova Franská říše po třech stoletích alespoň formálně navázat na západořímskou říši starověku, jakkoliv se od ní fakticky lišila.

## Život
Lev III. se narodil v Římě jako syn římského občana Asupia a byl vychováván v papežském paláci, kde se stal se vestiáriem (správcem papežských rouch a klenotnice). Později byl jmenován kardinálem a 26. prosince 795 byl zvolen papežem a vysvěcen na biskupa. Volba se odehrála v den pohřbu jeho předchůdce Hadriána I. a svěcení o den později. Takový spěch nebyl obvyklý, ale v důvodech se historici neshodují. Možná to byla obava z vnějšího zásahu a ovlivnění volby.
Hned po svém uvedení do úřadu poslal Lev franskému králi Karlovi zdvořilý list, v němž mu oznámil své zvolení. Karel odpověděl velmi uctivým listem, kde však přesto papeži připomněl jeho duchovní povinnosti, a doprovodil jej velkou částí kořisti, získané na výpravě proti Avarům. Toto bohatství Lvovi umožnilo velkorysou stavební činnost i podporu dobročinných institucí. Hlavně si však oba dali najevo, že se chtějí podporovat, možná také v důsledku krize byzantského císařství.
Roku 798 povýšil Lev Salcburské biskupství na arcibiskupství. 
Roku 799 se spiklenci v Římě vedení jistým Paschalisem, synovcem předchozího papeže Hadriána I. pokusili papeže odstranit 25. dubna při procesí z Lateránu do kostela San Lorenzo in Lucina na slavnost svatého Marka. Podařilo se jim ho zajmout a chtěli ho zmrzačit, aby se papežského úřadu musel vzdát.  Lev se zachránil v kostele sv. Silvestra a zásahem Winigise vévody ze Spoleta byl osvobozen. Odtud odešel ke dvoru Karla Velikého do Paderbornu. Zde ho zastihla obžaloba, kterou zaslali spiklenci králi Karlovi, podle níž se úřadu zmocnil neoprávněně. Ten pověřil vyšetřením svého rádce Alkuina a po vyslechnutí svědků poslal na podzim roku 799 papeže s doprovodem vojska zpět do Říma.
Karlovi legáti v Římě zahájili soud a konečný rozsudek o výši trestu ponechali Karlovi. Ten papeže zprostil všech obvinění po Alkuinově zdůvodnění, že římský stolec nesmí nikdo soudit a že papežovo sesazení by mohlo církev poškodit. Papež se veřejně očistil od všech žalob. Pro spiklence s Paschalisem, odsouzené na smrt, vyprosil Lev III. změnu trestu smrti ve vyhnanství do Frank. Za prokázané služby Lev III. korunoval na Vánoce roku 800 Karla Velikého jako Karla Augusta na císaře Římanů, čímž byla formálně obnovena Západořímská říše. Byzanc sice proti korunovaci protestovala, byla však v té době natolik oslabená, že jí nemohla zabránit. Karel bral navázání na slavnou tradici vážně a rozvinul hnutí tzv. karolínské renesance v umění, literatuře i v učenosti, charakteristicky spojené s péčí o soustavné vzdělávání, zpočátku hlavně kněžstva.
Roku 809 zprostředkoval spor dvou anglických vladařů a roku 810 odmítl zařadit do vyznání víry slovo filioque. Po smrti Karla Velikého (814) propuklo proti němu opět povstání, které přemohl a vůdce dal popravit.

## Odkazy

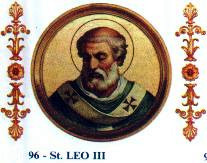
Portrét papeže sv. Lva III. v bazilice sv. Pavla za hradbami

### Reference

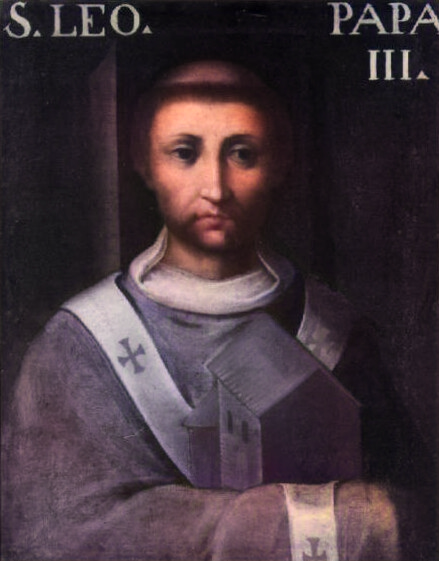
Portrét papeže sv. Lva III.